# Vegan Runners IK
Vegan Runners IK är en svensk idrottsklubb för motions- och elitlöpare som är veganer. Klubben grundades 2003 med syfte att få idrottande veganer att träffas och att föra fram veganismens positiva effekter. Medlem av Svenska Friidrottsförbundet.